# معیار اطلاع بیزی-شوارتز
معیار اطلاع بیزی-شوارتز (انگلیسی: Bayesian information criterion) در سال ۱۹۷۸ توسط Gideon E. Schwarz معرفی شد و به عنوان یک ابزار در محاسبات آماری برای انتخاب بهترین مدل در میان تعداد محدودی از مدل‌ها استفاده می‌شود. همانند معیار اطلاعاتی آکائیکه این معیار هم از طریق یک رابطه بر طبق تابع درستنمایی و حجم نمونه قابل محاسبه است.